# هيكلة الجيش اليمني
مصطلح هيكلة الجيش يطلق على مطالب اليمنيين المشاركين في ثورة الشباب اليمنية التي تطالب بإقالة أقارب الرئيس السابق علي عبد الله صالح[بحاجة لمصدر] من مراكز نفوذهم في الجيش والأمن، ويتضمن المطالبات بتوحيد الجيش وإنهاء انقسامة بعد أن اعلنت أجزاء واسعة منه بتأييد ثورة الشباب اليمنية، تضمنت هيكلة الجيش إعادة تقسيم مسرح العمليات العسكرية إلى 7 مناطق عسكرية والتي كانت مسبقاً 5 مناطق وتغيير مكان قيادة المنطقة المركزية من العاصمة صنعاء إلى محافظة ذمار، وتضمنت الهيكلة تشكيل مجلس عسكري استشاري للقائد الأعلى للقوات المسلحة وإستحداث مناصب عليا في الجيش ووزارة الدفاع كمنصب المفتش العام للقوات المسلحة ونائب لرئيس هيئة الأركان العامة واربعة مساعدين لوزير الدفاع، وتشكيل خمس هيئات في رئاسة هيئة الأركان العامة.

## مقدمة
منذ أن بدأت الثورة السلمية المضادة للحكومة اليمني بدواعي الفساد والفقر وعدم الشفافية وتهميش الطبقي وتحيز المناصب القيادية العسكرية للأقرباء الرئيس اليمني علي عبد الله صالح، بدأت إعلانات من فرق ومقاتلين تابعين للجيش اليمني بتأييدهم للثورة، منهم اللواء علي محسن الأحمر قائد الفرقة الاولى مدرع، وقيادات أخرى.
ويقدر نسبة المنشقين من الجيش اليمني 30 %، وصرح بأن اللواء علي محسن الأحمر وقواته هم من يحمون ساحة التغيير في صنعاء.

### الأسباب
لعب الجيش اليمني، في ظل حالة الانقسام والاستقطاب السياسي والاجتماعي الحاد خصوصًا بين بعض الأطراف، دور الضامن الوحيد للاستقرار، والحفاظ على وحدة البلد وحماية مصالحه العليا. وقد سعت قرارات الهيكلة لإصلاح مؤسسة الجيش في ثلاثة جوانب رئيسية، كان أهمها إنهاء حالة الانقسام في الجيش الناتج عن انشقاق جزء كبير منه وانضمامه إلى الثورة الشبابية، وذلك بتفكيك منظومة الحرس الجمهوري المحسوبة على النظام السابق (تقدر بـ 33 لواء مع القوات الخاصة)، والفرقة الأولى مدرع المحسوبة على الثورة (تقدر بـ 23 لواء)، وتوزيع ألويتهما ضمن الهيكل التنظيمي الجديد للجيش. والجانب الثاني، إعادة البناء المؤسسي للجيش ومعالجة الاختلالات البنيوية والمؤسسية العميقة، الناتجة عن السياسات التي مارسها نظام علي عبد الله صالح في الجيش خلال 33 سنة، وحولته من مؤسسة وطنية إلى ما يشبه الإقطاع العائلي، أداره الرئيس السابق عبر شبكة من العلاقات الشخصية والمحسوبية القائمة على الولاء العصبي العائلي والقبلي وتبادل المنافع. وكان الالتحاق بالجيش وكلياته العسكرية امتيازًا تحظى قبيلة صالح والقبائل الموالية لها بالنصيب الأكبر منه.
ويتم منح الترقيات والرتب العسكرية خارج معايير الأقدمية والتراتبية العسكرية، وأحيانًا كهبات بغرض المراضاة وكسب الولاءات، ويتم التعيين في المناصب القيادية على أساس الولاء وليس الكفاءة. وبعد حرب صيف 1994، مارس النظام السابق سلسة من الإجراءات والسياسات زادت من هشاشته المؤسسية، كان أهمها استبعاد الآلاف من الجنود والضباط المنتمين للمحافظات الجنوبية وإحالة العديد منهم إلى التقاعد الإجباري، ومنح من تبقي منهم مناصب إدارية أو استشارية ثانوية. وفي خطوة لاحقة، اتجه صالح لتسليم المناصب الحساسة في المؤسسة العسكرية والأمنية لجيل الشباب من أسرته تمهيدًا لمشروع التوريث، وكان ذلك بمثابة التصدع الرئيسي في نظام صالح؛ إذ أثار قراره حفيظة حلفائه القدامى من ذات القبيلة، وخلق انقسامًا غير معلن داخل الجيش، جاءت الثورة لتظهره وتخرجه للعلن.
أما الجانب الثالث الذي هدفت إليه الهيكلة، فهو إصلاح علاقة الجيش بمنظومة الحكم والسياسة، من خلال استبعاد وإضعاف مراكز النفوذ السياسية فيه، وتحويله إلى مؤسسة احترافية محايدة تخدم مصالح الدولة العليا فقط، متجردة من الولاءات الفرعية، ولا تنحاز لمصلحة أي طرف سياسي أو اجتماعي. ورغم أن قرارات الهيكلة حققت خطوة مهمة في هذا الجانب، إلا أن الواقع يشير أنها وحدها لا تكفي، وهناك حاجة ماسة لإجراءات إضافية، تحتاج إلى وقت، وقبل ذلك إرادة سياسية حقيقية ونوايا صادقة؛ فقد أظهرت الثورة وجود خلل في التركيبة البنيوية للجيش، وضاءلت التعدد الاجتماعي فيه كون قبيلة الرئيس صالح كانت الرافد البشري الأول له لسنوات طويلة. وضعف الوعي القيمي لمنتسبيه، وظهور الحاجة لإصلاح العقيدة القتالية، وإعادة بناء منظومة القيم واتجاهات الولاء لدى منتسبيه، بما يؤدي إلى تعزيز وظيفة الجيش كمؤسسة للدمج الاجتماعي، وإعلاء الهوية الوطنية لتكون فوق الهويات الفرعية المناطقية والحزبية والمذهبية داخل الجيش. ويحتاج ذلك إلى ترسيخ الشعور بالعدالة والمساواة لدى منتسبيه، والالتزام الصارم بالمعايير المؤسسية في منح الترقيات والتعيين في المناصب، وتفعيل أنظمة المحاسبة والمساءلة ونظام التقاضي داخل المؤسسة العسكرية لمنع الانحرافات والبت العادل في التظلمات.

### الهيكلة

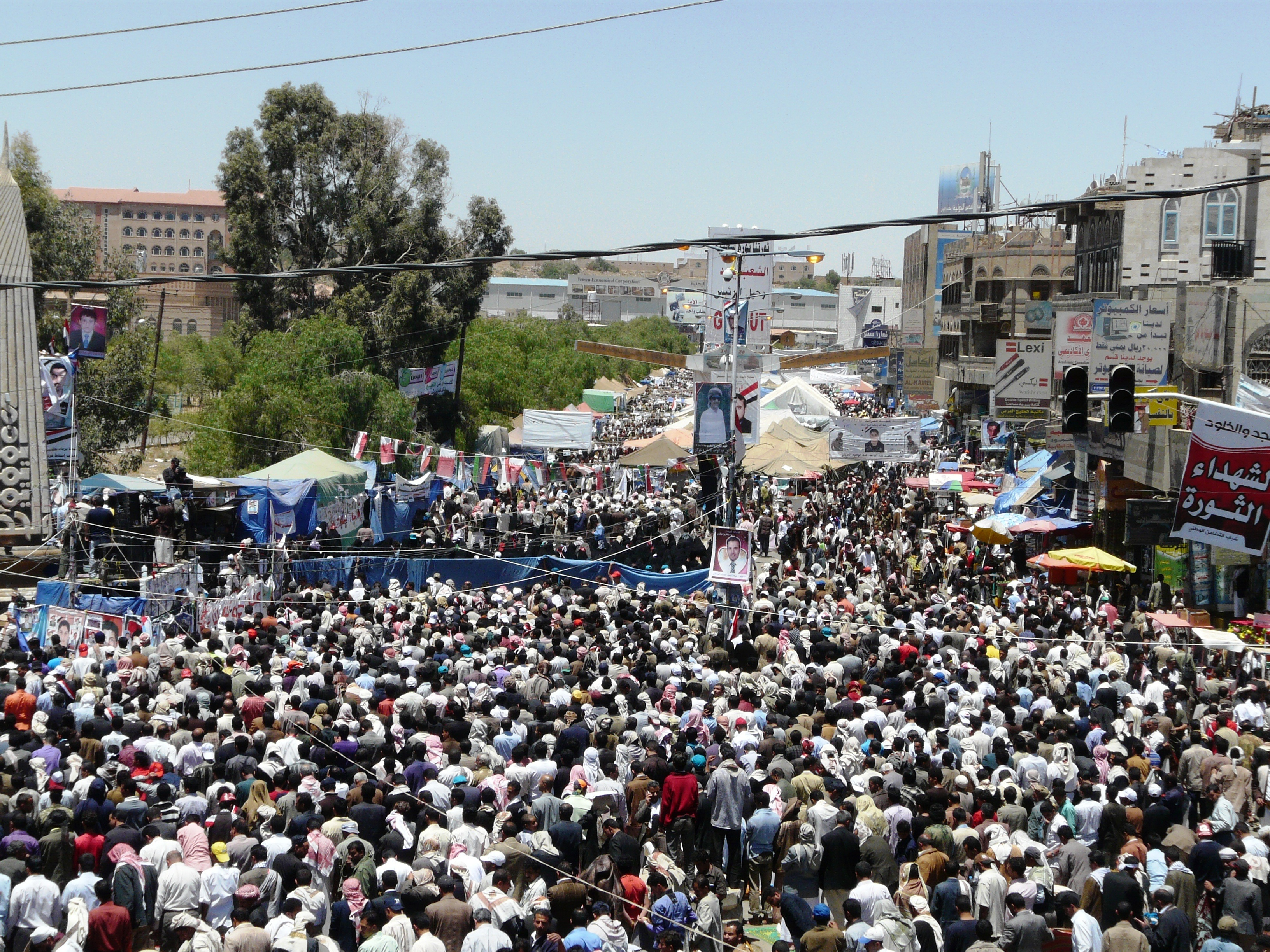
مشاهد يومية للمظاهرات المطالبة برحيل النظام فيصنعاء، ومحافظات يمنية عديدة.

على الجانب الآخر، كانت خبرات المعارضة اليمنية المتراكمة في إدارة خلافاتها السياسية مع نظام صالح قد جعلتها تصل إلى قناعة بأن لا حل حقيقيا يمكن أن ينقذ اليمن من حالة الجمود السياسيوالتدهور الاقتصادي والاجتماعي، إلا بحدوث تغييرات جذرية في النظام السياسي القائم، ولن يكتب النجاح لأي محاولة في هذا السياق ما لم تتم إعادة بناء صحيحة له سيكون الرئيس صالح بالضرورة واقفا لها بالمرصاد، وبمصادر القوة التي يعتمد عليها في السيطرة على البلاد.
وتحددت أبرز مصادر قوة صالح في هيمنته على الجيش والأمن، والإعلام الرسمي، وموارد الدولة المالية، والجهاز الإداري للدولة، لكن أكثرها أهمية كان القوات المسلحة والأجهزة الأمنيةوالاستخباراتية التي يسيطر عليها بعض أقارب الرئيس وابنه وأبناء شقيقه! وعلى أساس هذه الخبرة كان هدف إقصاء أقارب صالح من قيادة الجيش والأمن (أو توحيد الجيش تحت قيادة واحدة كما صار يوصف بعد انتخاب الرئيس الجديد وتشكيل حكومة وفاق وطني) أحد أبرز أهداف الثورة الشعبية اليمنية، وأصرت المعارضة على أن تكون هيكلة الجيش اليمني والأمن على أساس وطني شرطا ضروريا للدخول في المرحلة الانتقالية، ووصولا إلى إجراء الحوار الوطني اليمني لإقرار إصلاحات دستورية جذرية تتوج بالانتخابات التشريعية.
تمثلت المعضلة الكامنة في مسألة توحيد الجيش اليمني تحت قيادة واحدة أنه يعني سياسيا إزالة الطابع العائلي عن أقوى الوحدات العسكرية والأمنية، كالحرس الجمهوري والأمن المركزي التي أحكم أنصار الرئيس السابق وأقاربه السيطرة عليها، ومن ثم وضعها تحت إدارة عسكرية وأمنية مهنية لا تدين بالولاء لقيادتها السابقة ولا لفرد أو حزب أو لجهة غير دستورية.
ومن الواضح أن تحقيق هذا الأمر لم يكن أمرا سهلا، ويصعب أن يمر بهدوء ودون أي اعتراضات مباشرة أو غير مباشرة مثل افتعال تمردات مسلحة وقطع الطرق الرئيسية وتفجير أنابيب النفط وخطوط الكهرباء!
ولكل ذلك كانت عملية السير في توحيد الجيش والأمن عملية محفوفة بالمخاطر وأشبه بالسير في حقل ألغام، واتبع الرئيس عبد ربه منصور هادي سياسة النفس الطويل في تفكيك منظومة القيادة الموالية للرئيس السابق، وعمل على تحقيق أهدافه بأساليب أقل استفزازا عبر إخراجها وكأنها عملية تغيير تشمل جميع الأطراف المؤيدة للرئيس السابق والمعارضة له، كما أنه بدأ بالقيادات الأقل أهمية نوعا ما، وتأجيل إزاحة الرؤوس الكبيرة إلى آخر مرحلة.
ومع ذلك لم تمر كل قرارات التغيير بهدوء، وكان أسوأ ما حدث إلى ما قبل صدور القرارات الأخيرة هو تمرد اللواءمحمد صالح الأحمر قائد القوات الجوية (الأخ غير الشقيق لصالح) الذي لم يستسلم بسهولة لقرار تنحيته، وتحدثت أنباء متواترة يومها عن عمليات استيلاء واسعة على الأسلحةوالذخائر قام بها القائد المعزول قبل أن يخضع للأمر الواقع.. لكن الرسالة كانت واضحة أن الاقتراب منالحرس الجمهوري سيكون باهظ الثمن، وربما يؤدي إلى حرب أهلية!
ثمة دواع أخرى أخرت صدور قرارات توحيد الجيش وإزاحة أبرز أقارب الرئيس السابق، تمثلت كما تداولته وسائل إعلام يمنية في خشية الشركاء الدوليين -وخاصة الولايات المتحدة- في إضعاف عمليات الحرب ضد القاعدة التي تشارك فيها القوات الخاصة تحت إدارة قائد الحرس الجمهوري. لكن وعي المطالبين بتوحيد الجيش بالآثار الخطرة لاستمرار انقسامه وسيطرة أقارب صالح على قوات مسلحة ضخمة، وإصرارهم على موقفهم بضرورة توحيد الجيش قبل انعقاد مؤتمر الحوار الوطني، واقتناع الرئيس هادي نفسه بهذه المطالب، جعل المتخوفين الدوليين يراجعون موقفهم ويقتنعون بوجاهة هذه المطالب، خاصة مع تكرار عمليات التخريب وإقلاق الأمن المتهم بها أنصار صالح، وتباطؤ تنفيذ بنود المبادرة الخليجية والخوف من انهيار العملية السياسية برمتها، فمنحوا تأييدهم لتوحيد الجيش وتعهدوا بمعاقبة كل من يقف في وجه ذلك.
رسميا، تم إعلان توحيد أجزاء الجيش اليمني للمرة الأولى على أساس وطني كما هو مأمول، لكن يبقى المحك الحقيقي هو في نجاح الرئيس هادي في تنفيذ قراراته بصورة كاملة، وتجاوز الاعتراضات ومحاولاتالعرقلة السرية والمعلنة، وإثارة القلاقل والفوضى، وإعلان مواقف معارضة باسم رفض التدخل الأميركي في الشؤون الداخلية، كما يروج لها في وسائل إعلام تابعة للرئيس السابق وجماعة الحوثيينالشيعية، بحجة أن توحيد الجيش تم بإشراف ونصائح أميركية.
لكن التأييد الكبير الذي لاقته من كثير من القوى السياسية والشعبية والقوى الإقليمية والدولية، سيجعل أي مقاومة تبدو إصرارا على الزج باليمن في حرب أهلية كما هو الحال في سوريا، وإسقاط العملية السياسية لصالح أجندة الفوضى المحلية والإقليمية، وهو أمر غير مقبول يمنيا وخارجيا.

## الإصلاح العسكري الناقص
أصدر الرئيس هادي في ديسمبر مرسوماً بإعادة هيكلة القوات المسلحة اليمنية إلى 5 وحدات ـ الجيش والبحرية والقوات الجوية وحرس الحدود وقوات تشكيل الاحتياط الإستراتيجي. كما قام هادي بعزل يحيى صالح، ابن شقيق علي عبد الله صالح، من منصب قائد قوات الأمن المركزي، وأمر بتفكيك الحرس الجمهوري الذي يقوده ابن صالح، أحمد علي، والفرقة الأولى مدرع المنافسة، التي يقودها اللواء علي محسن الأحمر.
قالت هيومن رايتس ووتش إنه ينبغي لحكومة هادي أيضاً أن تقوم بغربلة مدققة لقوات الأمن كجزء من عملية إعادة الهيكلة، لضمان إزاحة كافة المسؤولين عن انتهاكات خطيرة لحقوق الإنسان عن مناصبهم. وثقت هيومن رايتس ووتش انتهاكات سابقة ارتكبتها وحدات من الفرقة الأولى مدرع، ومن الحرس الجمهوري، ومن قوات الأمن المركزي.
وقالت انه يجب على مسؤولي الحكومة أيضاً نقل مهام حفظ الأمن من الجماعات المسلحة العسكرية والخاصة إلى الشرطة. تسيطر قوات عسكرية، منها الفرقة الأولى مدرع ومسلحي عائلة الأحمر واسعة النفوذ ـ التي لا تمت بصلة للواء الأحمر ـ على مناطق محورية من صنعاء، رغم تناقص حضورها على مدار العام الماضي.

## المخاطر والأوضاع الأمنية
بعد فوز الرئيس هادي في الانتخابات الرئاسية في فبراير 2012 بدأ بتطبيق بنود المبادرة الخليجية ومطالب الشعب بهيكلة الجيش، اتخذ الرئيس هادي قراراته بحذر خاصة ان جزء كبير من الجيش لا يزال يسيطر عليه الرئيس السابق صالح عبر ابنه أحمد وأقاربه.

## الجيش قبل الهيكلة
كان الجيش اليمني قبل الثورة يسيطر عليه أقارب الرئيس صالح وأهمهم:
1. أحمد علي عبد الله صالح (الابن) الذي كان يتولى قيادة الحرس الجمهوري اليمني والقوات الخاصة اليمنية.
2. يحيى محمد عبد الله صالح (ابن الأخ) كان يتولى أركان حرب الأمن المركزي اليمني.
3. طارق محمد عبد الله صالح (ابن الأخ) كان يتولى قائد الحرس الخاص.
4. عمار محمد عبد الله صالح (ابن الأخ) وكيل جهاز الأمن القومي اليمني.
5. محمد صالح الأحمر قائد القوات الجوية اليمنية وقائد اللواء السادس طيران.
6. مهدي مقولة (من قرية الرئيس صالح) قائد المنطقة الجنوبية العسكرية.

بالإضافة إلى
1. علي محسن الأحمر الذي كان يتولى قيادة الفرقة الاولى مدرع والذي أعلن تأييدة للثورة الشبابية.
2. محمد علي محسن (من قرية الرئيس) قائد المنطقة الشرقية العسكرية، والذي أعلن تأييدة للثورة.

و كان الجيش يتكون من القوات البرية والقوات الجوية والقوات البحرية والفرقة الاولى مدرع والحرس الجمهوري اليمني.

## المخاطر والأوضاع الأمنية
بعد فوز الرئيس هادي في الانتخابات الرئاسية في فبراير 2012 بدأ بتطبيق بنود المبادرة الخليجية ومطالب الشعب بهيكلة الجيش، اتخذ الرئيس هادي قراراته بحذر خاصة ان جزء كبير من الجيش لا يزال يسيطر عليه الرئيس السابق صالح عبر ابنه أحمد وأقاربه.

## قرارات 2012

### 1 مارس
في أول خطوات الرئيس هادي للتخلص من قيادات الجيش من اقارب الرئيس صالح وبداية مشواره لتحرير المدن اليمنية في الجنوب التي سيطر عليها مسلحي القاعدة، أصدر الرئيس قرار بتعيين اللواء سالم علي قطن قائدا للمنطقة الجنوبية قائدا للواء (31) مدرع، خلفاً لمهدي مقولة الذي يعتبر من أهم القيادات الموالية لصالح.

### 6 أبريل
1. أصدر الرئيس هادي قرار بتعيين العميد الركن عبد الرحمن الحليلي قائداً للواء الثالث مدرع حرس خلفاً لطارق محمد عبد الله صالح وتعيين العميد صالح محمد الجعيملاني قائد للحرس الخاص، الذي يقوده أيضاً طارق محمد عبد الله صالح.
2. تعيين العميد طيار ركن راشد ناصر الجند قائد للقوات الجوية خلفاً لمحمد صالح الأحمر.
3. تعيين اللواء الركن علي الجائفي قائداً للمنطقة الشرقية خلفاً للواء الركن محمد علي محسن.

### 21 مايو
أصدر الرئيس عدداً من القرارات:
1. الأمن القومي: تعيين اللواء محمد جميع الخضر وكيلا لجهاز الأمن القومي لقطاع الشئون الخارجية خلفاً لعمار محمد عبد الله صالح ابن أخ الرئيس السابق.
2. الأمن المركزي: تعيين اللواء فضل يحيى بن ناجي القوسي قائدا لقوات الأمن المركزي خلفاً لعبد الملك الطيب.
3. قوات النجدة: تعيين العميد حسين محمد حسين الرضي قائدا لقوات النجدة والعميد يحيى علي عبد الله حُميد أركان حرب لقوات النجدة.[9]

### 6 أغسطس
- تشكيل الحماية الرئاسية: قراران رئاسيان بإنشاء تشكيل الحماية الرئاسية وإلحاق ألوية من الفرقة والحرس إلى قيادة المناطق العسكرية العاملة فيها.[10]

### 11 سبتمبر
1. الأمن القومي: أصدر الرئيس قرار بتعيين الدكتور علي حسن الاحمدي رئيساً لجهاز الأمن القومي.

### 19 ديسمبر
1. أصدر الرئيس قرار بإعادة تشكيل القوات المسلحة وإنشاء تشكيل الاحتياط الإستراتيجي.
2. وتضمن القرار إلغاء الحرس الجمهوري التي كان يقودها أحمد علي نجل الرئيس السابق صالح، وإلغاء الفرقة الأولى مدرعالتي كان يقودها اللواء علي محسن الأحمر، ودمج وحداتها في القوات البرية وحرس الحدود.[11]
3. وأصدر القرار 109 بتعيين العميد الدكتور / احمد علي المقدشي رئيساً لأركان الأمن المركزي خلفاً (لابن أخ) الرئيس السابق يحيى محمد عبد الله الأحمر.

## العقبات
واجهت القرارات عقبات في تنفيذها تمثلت غالبها في رفض القادة تنفيذها نستعرض أهمها كالتالي:

### اقالة مهدي مقولة
بعد ثلاثة أيام من إقالة مهدي مقولة من قيادة المنطقة الجنوبية واستمرار رفضة لقبول القرار، شن مسلحين تابعين للقاعدة هجوما ضد كتيبة مدفعية تابعة للجيش في ضواحي مدينة زنجبار، في بلده دوفس، اسفر الهجوم عن مصرع 187 جنديا وجرح 135 آخرين. كما قتل 32 من مقاتلي القاعدة أثناء القتال، هاجم المسلحين قاعدة للجيش بسيارات مفخخة وتمكنوا من الاستيلاء على عربات مدرعة ودبابات، وأسلحة وذخائر، وتم أسر 55 جندياً واعلنت جماعة أنصار الشريعة مسؤوليتها عن الحادث.
بدأ الهجوم الرئيسي مع هجوم آخر لصرف الأنظار عن القوة المسلحة الرئيسية، وانفجرت عدة سيارات مفخخة أمام بوابات القاعدة العسكرية، ودخل بعدها المقاتلون إلى القاعدة العسكرية وأستولوا على أسلحة ثقيلة وأستخدموها ضد الجنود. بالقرب من القاعدة العسكرية تتواجد الكتيبة 115 والكتيبة 119 التي من المفترض أن تدعم القاعدة العسكرية ولكنها لم تتمكن من المساعدة بسبب تعرضها لهجوم آخر.
جائت بعدها تعزيزات أخرى من القواعد العسكرية القريبة بعد فوات الأوان بسبب عاصفة رملية، في مدينة جعار، في الأيام التي تلت الهجوم، قام الجيش بعدة ضربات جوية ضد مواقع المتمردين حول زنجبار التي اسفرت عن قتل 42 من مقاتلي القاعدة.
أعلنت جماعة أنصار الشريعة مسؤوليتها عن الهجوم وسمحت لاحقاً لفريق الهلال الأحمر الطبي في جعار بعلاج 12 جندي من الجرحى، وطالبت الجماعة بتبادل الأسرى مع الحكومة.

### القوات الجوية

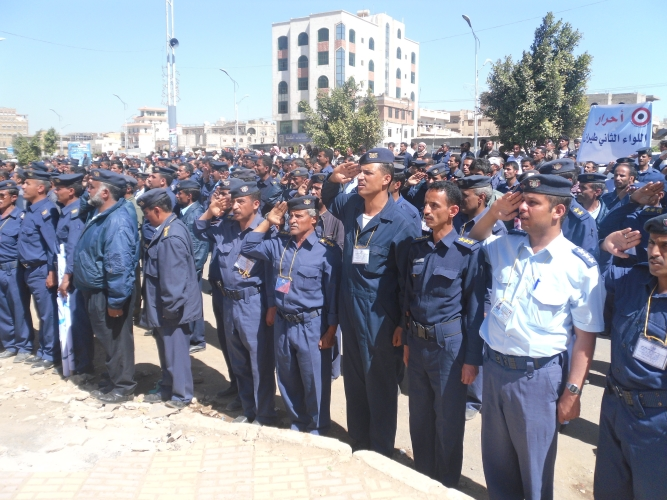
جنود في سلاح الجو اليمني في مظاهرة احتجاجية في شارع الستين في صنعاء للمطالبة بإقالة قائد القوة الجوية محمد صالح الأحمر

في أواخر نوفمبر 2011 بدأت سلسلة من التظاهرات في صنعاء تطالب بإقالة قائد القوات الجوية محمد صالح الأحمر،  ومن ثم توسعت الانتفاضة إلى أكثر من 7 محافظات، وقام منتسبو القوات الجوية في صنعاء بالاعتصام جوار منزل الرئيس عبد ربه منصور هادي للمطالبة بتنفيذ مطالبهم واستمرت الاعتصامات حتى تحقق مطلبهم بإقاله محمد صالح الأحمر من منصبة، وتعيين راشد ناصر الجند قائداً للقوات اجوية والدفاع الجوي في 7 أبريل 2012،  ولكن الأحمر لم يقبل القرار وقام انصارة باغلاق مطار صنعاء الدولي،  وأطلق الجنود المؤيدين له النار على برج المراقبة في المطار،  وفي تاريخ 25 أبريل 2012 قبل الأحمر بقرار إقالته.

### اللواء الثالث مدرع حرس
أصدر الرئيس هادي قرار بتعيين العميد الركن عبد الرحمن الحليلي قائداً للواء الثالث مدرع حرس، الذي يقوده طارق محمد عبد الله صالح ونقل الأخير لقيادة اللواء 37 مدرع، والذي بدورة رفض القرار.

### الحرس الخاص
أصدر الرئيس قرار بتعيين العميد صالح محمد الجعيملاني قائد اللواء الأول حرس خاص، الذي كان يقوده العقيد عبد ربه معياد.

### الحرس الجمهوري
- على الرغم من أن قوات «الحرس الجمهوري» في عهد علي صالح كانت تحسب كواحدة من الوحدات الأكثر ولاء في الجيش اليمني، إلا انها أقل وثوقية حالياً للرئيس الجديد عبد ربه منصور هادي وذلك بسبب أنه لا يزال يسيطر عليه قادة موالون للرئيس السابق علي صالح.
- تمرد قائد اللواء الثالث مدرع:

في 6 أبريل 2012 قام الرئيس الجديد عبد ربه منصور هادي بمحاولة لتغيير قائد اللواء الثالث التابع للحرس الجمهوري طارق محمد عبد الله صالح، أدى لتمرده 65 يوما، حركة التمرد قد أدت في نهاية الأمر إلى وضع حد لها يوم 7 يونيو من كتائب أخرى تابعه للحرس الجمهوري تمكنت من نزع سلاح المتمردين والسيطرة على اللواء. تخلى صالح بعد ذلك عن قيادة اللواء المتمردة، ويعتبر اللواء الثالث التابع للحرس الأقوى والأفضل تجهيزا في الجيش، وتولى قيادتة عبد الرحمن الحليلي.
- اختطاف العوبلي قائد اللواء 62 :

قائد آخر موالي لصالح العميد مراد العوبلي، قائد اللواء 62، اختطف يوم 28 يونيو 2012 م من قبل جنود تابعين للحرس الجمهوري للمطالبة برواتبهم التي أوقفت بعد أن خرجوا من صف علي عبد الله صالح واعلنوا تأييدهم للانتفاضة.
- هيكلة الجيش:

في 6 أغسطس أعلن الرئيس هادي قرار بإعادة هيكلة القوات المسلحة للحد من سلطة أحمد علي عبد الله صالح، إعادة هيكلة الجيش ضربت «الحرس الجمهوري» بقوة، وقضت بنقل ثلاثة ألوية تابعة للحرس مع قوات أخرى من الجيش إلى قوة جديدة تدعى تشكيل الحماية الرئاسية والتي تكون تحت الإشراف المباشر من رئيس الجمهورية.، ونقل لوائين آخرين من الحرس إلى المناطق العسكرية الجنوبية والوسطى.
و كردة فعل لمحاولات إعادة هيكلة الجيش، تظاهر حوالي 200 جندي بالسلاح من أفراد «الحرس الجمهوري» أمام مبنى وزارة الدفاع بصنعاء، مما أدى إلى انتشار قوات من الجيش خشية محاولة اقتحام المبنى.
- الهجوم على وزارة الدفاع:

في 14 أغسطس 2012 قام مئات من جنود الحرس الجمهوري الموالون للرئيس السابق علي صالح بالهجوم على مقر وزارة الدفاع بصنعاء بالأسلحة الرشاشة وبالقذائف المضادة للدروع وذلك بعد أن حاصروة ، وذكر مدير مكتب قناة الجزيرة بصنعاء سعيد ثابت ان القوات الأمنية اعتقلت 40 شخصاً من قوات الحرس الجمهوري بعد هجومهم على مبنى الوزارة(الجزيرة : موالون للرئيس السابق علي صالح يهاجمون وزارة الدفاع) على يوتيوب.
وذكرت مصادر طبية لبي بي سي أن جنديين من حراس الوزارة قتلا وأصيب 17 آخرين في حصيلة أولية للمواجهات المتقطعة التي تدور منذ صباح الثلاثاء بين قوات الشرطة العسكرية المكلفة بحماية مجمع وزارة الدفاع ومئات الجنود المسلحين من قوات الحرس الجمهوري ، وأكدت اللجنة الأمنية العليا في بيان لها أنه الجنود المقبوض عليهم وسيتم التحقيق معهم وإحالتهم إلى القضاء العسكري لينالوا جزائهم العادل.

## أهم قرارات إقالة القادة
1. اقالة اللواء محمد صالح الأحمر وهو الاخ غير الشقيق لصالح من منصبه كقائد للقوات الجوية.
2. إقالة مهدي مقولة قائد المنطقة الجنوبية.
3. إقالة طارق محمد عبد الله صالح ابن شقيق الرئيس السابق من قيادة الحرس الرئاسي الخاص. وكذا إقالته من قيادة اللواء الثالث حرس جمهوري.
4. إقالة محمد علي محسن من قيادة المنطقة الشرقية العسكرية.
5. إقالة ابن شقيق صالح عمار محمد عبد الله صالح من منصب وكيل جهاز الأمن القومي اليمني.
6. إقالة يحيى محمد عبد الله صالح (ابن الأخ) كان يتولى أركان حرب الأمن المركزي اليمني.
7. إقالة أحمد علي عبد الله صالح من قيادة القوات الخاصة اليمنية
8. اقالة محمد محمد عبد الله صالح من قيادة كتيبة مكافحة الإرهاب
9. إقالة زوج ابنة شقيق صالح اللواء محمد عبد الله القوسي من قيادة قوات النجدة اليمنية.
10. إقالة حافظ معياد وهو زوج ابنة شقيق صالح رئيس المؤسسة الإقتصادية اليمنية.
11. إقالة شقيق صهر صالح عمر الأرحبي مدير شركة النفط والغاز وصهره الآخر الكابتن عبد الخالق القاضي من رئاسة إدارة الخطوط الجوية اليمنية.
12. إقالة الأخ غير الشقيق علي صالح الأحمر مدير مكتب القائد الأعلى للقوات المسلحة.
13. إزاحة نجل صالح العميد أحمد علي عبد الله صالح من قيادة القوات الخاصة اليمنية.
14. إقالة أحمد صالح من قيادة الحرس الجمهوري اليمني وإلغاء مسمى الحرس الجمهوري.
15. إزاحة صهر صالح نعمان دويد من محافظة صنعاء.
16. إزاحة صهر صالح عبد الرحمن الأكوع من أمانة العاصمة.
17. إزاحة خالد علي عبد الله صالح من اللواء الثالث مشاه جبلي.
18. إقالة محمد محمد عبد الله صالح من القوات الخاصة.

## أهم قرارات تشكيل الجيش

### تشكيل الحماية الرئاسية
قضى القرار الجمهوري في 6 أغسطس 2012 م بإنشاء تشكيل الحماية الرئاسية من الألوية العسكرية اللواء 314 مدرع من الفرقة الاولى مدرع واللواء الأول حرس خاص والثاني حماية والثالث مدرع من الحرس الجمهوري وتتبع الألوية المذكوة عملياتياً رئاسة الجمهورية وتتمتع باستقلالية إدارية ومالية ، تفصل جميع عهد الألوية المذكورة من حساب الفرقة الأولى مدرع والحرس الجمهوري وتفتح لكل منها سجلات حساب مستقلة.

### إعادة تشكيل القوات المسلحة
صدر قرار رئاسي في 19 ديسمبر 2012 بتحديد تتكون الهيكل التنظيمي للقوات المسلحة مما يلي:
أولاً / السلطة القيادية وتسلسلها بالترتيب التالي:-
رئيس الجمهورية القائد الأعلى للقوات المسلحة رئيس مجلس الدفاع الوطني ووزير الدفاع ورئيس هيئة الأركان العامة ونائب رئيس هيئة الأركان العامة.
ثانيا / جهاز الإدارة السياسية والعسكرية:-
1- وزارة الدفاع: بصفتها المسئولة عن مهام السياسة الدفاعية للدولة ومهام التأمين الاستراتيجي للقوات المسلحة 
 وتتكون من (وزير الدفاع ومساعدون لوزير الدفاع) 

2- هيئة الأركان العامة بصفتها المسؤولة عن مهام اعداد وتأمين وإدارة شئون القوات: 
 وتتكون من (رئيس هيئة الأركان العامة - نائب واحد لرئيس هيئة الأركان العامة - هيئات مختصة تضم كل منها عدد من الدوائر الاختصاصية)
ثالثاً / المكونات الرئيسية للقوات المسلحة:-
1- القوات البرية اليمنية
2- القوات البحرية والدفاع الساحلي
3- القوات الجوية والدفاع الجوي
4 - قوات حرس الحدود
5 - الاحتياط الاستراتيجي

### تشكيل الاحتياط الإستراتيجي
تشكيل رئيسي تابع للجيش اليمني، تم إنشائه بقرار جمهوري في 19 ديسمبر 2012 ، تتحدد مراكز تموضعة بقرار القائد الأعلى للقوات المسلحة وتتولى وزارة الدفاع وهيئة الأركان العامة مهام إعداده وتأمينه وإدارة شئونه كجزء لا يتجزأ من المكونات الرئيسية من القوات المسلحة.
و يتكون من:
| - مجموعة الصواريخ: بقيادة العميد الركن علي محسن علي مثنى: 1. قيادة مجموعة الصواريخ 2. اللواء الخامس 3. اللواء السادس 4. اللواء الثامن | - الحماية الرئاسية: 1. اللواء 314 مدرع 2. اللواء الأول (حرس خاص) 3. اللواء الثاني حماية 4. اللواء الثالث مدرع | - العمليات الخاصة: بقيادة اللواء الركن عبد ربه أحمد القشيبي 1. قيادة العمليات الخاصة 2. القوات الخاصة 3. وحدات مكافحة الإرهاب 4. اللواء الأول مشاة جبلي 5. اللواء العاشر صاعقة |

### إلغاء الحرس الجمهوري والفرقة
بصدور قرار الرئيس بإعادة تشكيل القوات المسلحة في 19 ديسمبر 2012 تم إلغاء الحرس الجمهوري التي كان يقودها أحمد علي نجل الرئيس السابق صالح ، وإلغاء الفرقة الاولى مدرع التي كان يقودها اللواء علي محسن الأحمر، ودمج وحداتها في القوات البرية وحرس الحدود.

## قرارت 2013

### 10 أبريل
في 10 أبريل بعد بدء مؤتمر الحوار الوطني بما يقارب الشهر ، أصدر الرئيس هادي حزمة من القررات الواسعة قضت بتعيين قادة المناطق العسكرية السبعة وتغيير مكان قيادة المنطقة المركزية من العاصمة صنعاء إلى محافظة ذمار.
1. المنطقة العسكرية الأولى ومقر قيادتها في مدينة سيئون بقيادة اللواء محمد عبد الله الصوملي.
2. المنطقة العسكرية الثانية ومقر قيادتها في مدينة المكلا بقيادة اللواء محسن ناصر قاسم حسن.
3. المنطقة العسكرية الثالثة ومقر قيادتها في مدينة مأرب بقيادة اللواء احمد سيف محسن اليافعي.
4. المنطقة العسكرية الرابعة ومقر قيادتها في مدينة عدن بقيادة اللواء الركن محمود احمد سالم الصبيحي.
5. المنطقة العسكرية الخامسة ومقر قيادتها في مدينة الحديدة بقيادة اللواء الركن محمد راجح لبوزة.
6. المنطقة العسكرية السادسة ومقر قيادتها في مدينة عمران بقيادة اللواء الركن محمد علي المقدشي.
7. المنطقة العسكرية السابعة (المركزية) ومقر قيادتها في مدينة ذمار بقيادة اللواء علي محسن علي مثنى.

وقضى قرار بتعيين علي محسن الأحمر (قائد الفرقة الأولى مدرع سابقا) والذي أعلن تأييده للثورة الشبابية بتعيينه مستشار للرئيس ، بينما أستبعد أحمد علي عبد الله صالح (قائد الحرس الجمهوري اليمني سابقا) والنجل الأكبر لعلي عبد الله صالح من أي منصب عسكري وعين سفيراً لدى الإمارات. فيما عين طارق محمد عبد الله صالح (قائد الحرس الخاص سابقاً) ملحقاً عسكرياً في ألمانيا ومحمد علي محسن الأحمر (قائد المنطقة الشرقية سابقاً) ملحق عسكري في سفارة اليمن في قطر، وعمار محمد عبد الله صالح (وكيلالأمن القومي سابقاً) ملحق عسكري في سفارة الجمهورية في أثيوبيا، وهاشم عبد الله بن حسين الأحمر ملحقاً عسكريا ً في سفارة اليمن لدى السعودية 
و تضمنت القرارات تشكيل مجلس عسكري استشاري للقائد الأعلى للقوات المسلحة  يتكون من 6 ضباط كالتالي: #اللواء الركن طيار/ محمد صالح الأحمر
1. اللواء الركن/ علي محمد صلاح
2. اللواء الركن / شرف محمد احمد
3. اللواء الركن / مهدي مهدي مقولة (قائد المنطقة الجنوبية سابقاً)
4. اللواء رويس عبد الله مجور (قائد القوات البحرية سابقاً)
5. اللواء الركن / سيف صالح محسن الضالعي

وأستحدثت القرارات منصب المفتش العام للقوات المسلحة وسمي اللواء الركن/ محمد علي القاسمي له ، وتضمنت القرارات استحداث منصب نائب لرئيس هيئة الأركان العامة وأربعة مساعدين لوزير الدفاع ، وتشكيل خمس هيئات في رئاسة هيئة الأركان العامة.أنقر هنا للإطلاع على نص القرار رقم 15 لسنة 2013 (وصلة خارجية)
وتضمن القرار 17 لسنة 2013 تعيين قائد جديد لمجموعة الصواريخ التابعة لالقوات الخاصة اليمنية وتغييرات في العديد من الألوية والمناصب العسكرية المختلفة للإطلاع على نص القرار (وصلة خارجية)
وقضى القرار 21 بتخصيص مقر معسكر الفرقة الأولى مدرع (سابقاً) بالعاصمة صنعاء ليكون حديقة عامة تسمىحديقة 21 مارس 2011  وهو تاريخ انضمام علي محسن الأحمر للثورة الشبابية.

### احتياط وزارة الدفاع
في خطوة لتقوية وزارة الدفاع قضى القرار رقم 16 لسنة 2013 بتشكيل إحتياط وزارة الدفاع بقيادة «علي علي الجائفي»، حيث تكون مقر قيادة التشكيل الجديد في «معسكر 48» والذي كان مقر لقيادة ما كان يسمى بالحرس الجمهوري بحيث يتبع الاحتياط وزارة الدفاع والأركان العامة ، ويستخدم للقتال بقرار من القائد الأعلى للجيش.
مكونات الاحتياط:
| 1.اللواء الرابع مدرع 2.اللواء السابع مشاة | 3.اللواء 62 مدرع 4.اللواء 63 مشاة | 5.اللواء 83 مدفعية 6.اللواء 102 مشاة |

### ردود الفعل
قالت هيومن رايتس ووتش إن قيام الرئيس هادي بإزاحة أحمد علي وعمار محمد (وكيل الأمن القومي سابقاً) وطارق محمد عبد الله صالح (قائد الحرس الخاص سابقاً) من القيادة العسكرية، كانت على صلة بالانتهاكات، يمثل خطوة مهمة في المرحلة الانتقالية في اليمن بعد الثورة. ولكن تعيينهم في مناصب من شأنها أن تمنحهم الحصانة الدبلوماسية، يعد من بواعث القلق  حيث قالت هيومن رايتس ووتش أنها وثقت أدلة على انتهاكات جسيمة لحقوق الإنسان تورطت فيها القوات الخاضعة لقيادة هؤلاء الرجال الثلاثة، بما في ذلك الاعتداءات على المتظاهرين والاعتقال التعسفي والتعذيب وأعمال الاختفاء القسري.
حيث وثقت هيومن رايتس ووتش 37 حالة احتجزت خلالها قوات الأمن – بما في ذلك الحرس الجمهوري وجهاز الأمن القومي والحرس الرئاسي الخاص – أشخاصا لأيام أو أسابيع أو شهور من دون اتهام. وقال 22 من المحتجزين السابقين لـ هيومن رايتس ووتش إنهم تعرضوا للتعذيب وسوء المعاملة بما في ذلك الضرب والصعق بالكهرباء والتهديدات بالقتل أو الاغتصاب ووضعهم في الحجز الانفرادي لأسابيع أو شهور.